# Діетилстильбестрол
Діетилстильбестрóл, стильбестрóл (англ. Diethylstilbestrol, DES) — білий кристалічний порошок без запаху, практично нерозчинний у воді та хлороформі, легкорозчинний у спирті та етері, розчинний у розчинах гідроксидів лужних металів, радіопротектор з негіпоксичним механізмом дії.

## Загальні відомості
Синтетична сполука, що має естрогенну дію.
Розчинність в грамах із розрахунку на 100 г розчинника:
- у воді — 0,0012 (25 ° C); 0,0025 (30 ° C)
- у спирті — 20 (20 ° C)
- у хлороформі — 0,5 (20 ° C)
- в етері — 33 (20 ° C)
- у жирах — розчинний
- у метанолі — розчинний[4]

Ідентифікується за ІЧ-спектром поглинання субстанції. УФ-спектр спиртового розчину речовини має λmax при 292 нм та 418 нм (в етанолі) методом ТШХ, за реакцією з концентрованою фосфорною кислотою у середовищі концентрованої оцтової кислоти при нагріванні — з'являється темно-жовте забарвлення. Кількісно визначається методом спектрофотометрії.

## Застосування
На безліч фізіологічних процесів у ссавців впливають естрогени та рецептори естрогенів (ER), (ERα) та (ERβ), тому вибірково застосовується при лікуванні раку передміхурової залози у чоловіків, інколи — раку молочної залози у жінок віком старше 60 років, при перебігу гормонального процесу, ускладненому метастазами та у ветеринарії.
Фармакологічні ефекти. Естрогенна (проліферація ендометрію, стимуляція розвитку матки і вторинних жіночих статевих ознак) та антиандрогенна дії. Терапія, що призводить до зниження концентрації тестостерону (хімічна кастрація).

### У ветеринарії
Найбільше використання DES мало місце у тваринництві, для поліпшення трансформації в м'ясі яловичини та птиці. Протягом 1960-х років DES використовувався як гормон росту в галузі сільськогосподарських тварин. Пізніше, у 1971 році, було встановлено, що препарат викликає рак, але його не припиняли вводити в корма до 1979 року.
Коли було виявлено, що DES шкідливий для людини, його перевели на ветеринарне використання.

## Обмеження
Діетилстильбестрол в якості ветеринарного препарату через свою канцерогенну активність заборонений, як в Україні, так і в країнах ЄС з 1981 року.